# Cantó de Morlaix
El cantó de Morlaix (bretó Kanton Montroulez) és una divisió administrativa francesa situat al departament de Finisterre a la regió de Bretanya.

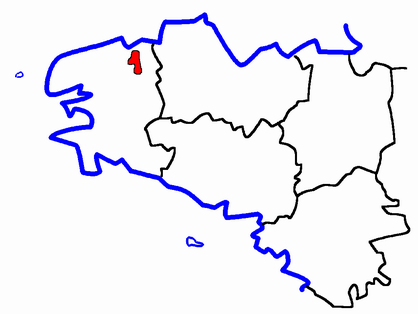
Situació del cantó

## Composició
El cantó aplega 4 comunes :
| Nom bretó               | Nom francès             | Nom gal·ló |
| Montroulez              | Morlaix                 | ---        |
| Plourin-Montroulez      | Plourin-lès-Morlaix     | ---        |
| Sant-Martin-war-ar-Maez | Saint-Martin-des-Champs | ---        |
| Sant-Seo                | Sainte-Sève             | ---        |

## Història
| Data d'elecció                           | Identitat      | Partit | Qualitat |
| ---------------------------------------- | -------------- | ------ | -------- |
| 2001-2008                                | Michel Le Goff | PS     |          |
| 2008-                                    | Agnès Le Brun  | UMP    |          |
| les dades anteriors no són pas conegudes |                |        |          |
|                                          |                |        |          |